# Pau Audouard i Deglaire
Pau Audouard i Deglaire (l'Havana, 16 de novembre de 1856 – Barcelona, 12 d'octubre de 1918), fou un fotògraf i retratista que desenvolupà la seva activitat a Barcelona. Fotògraf oficial de l'Exposició Universal de 1888, esdevingué el retratista de moda entre la burgesia barcelonina.

## Biografia i carrera professional
Era fill del fotògraf Jean Oscar Audouard i la pianista Jeanne Marie Léonie Déglaire, nascuts a França, que s'havien casat a Londres el 1855. Van anar cap a Cuba per provar fortuna i al cap d'un any hi va néixer Pau Audouard. La família va marxar de l’Havana el 1858; després d'estar-se un temps a Nova York, l'any 1862 ja s'havien instal·lat a Barcelona.
Va estudiar pintura i amb vint anys va obrir un estudi a la Rambla dedicat al retrat. El 1887 va ser nomenat «fotògraf oficial» de l'Exposició Universal de 1888. La seva missió era captar la vessant arquitectònica i organitzativa de l'esdeveniment. També tenia l'exclusiva de «vendre reproduccions», cosa que feia mitjançant un dispensador automàtic que funcionava amb monedes. D'altra banda, el fotògraf Antoni Esplugas tenia l'exclusiva de fotografiar persones i grups de visitants. Arran d'aquest treball, va fer una sèrie d'imatges del port de Barcelona i les que es consideren les primeres fotos aèries, fetes des del globus captiu que hi havia instal·lat al recinte.
En acabar l'exposició, Pau Audouard compatibilitzà l'activitat retratista amb la fotografia d'infraestructures com, per exemple, una sèrie de 46 fotografies que va realitzar del ferrocarril de La Zaida-Reus, encarregades per la companyia MZA el 1890.
Audouard va rebre un premi de l'Exposició Universal de 1888, per la seva obra durant aquest esdeveniment i un altre de la Real Sociedad Económica Aragonesa el 1886. Entre 1879 i 1894 va ser membre de la Société française de photographie, i va rebre una medalla d'or a París aquest últim any.
Entre 1911 i 1913 va escriure diferents obres teatrals amb el pseudònim de Joan Aler.

## Les galeries fotogràfiques
El 1886 s'obre la nova galeria fotogràfica del carrer Corts 273-275, un edifici de planta baixa de nova construcció, obra de Josep Amargós i Juan Larrau. El projecte s'havia iniciat el 5 d'agost de 1885 quan Pau Audouard, en representació d'Audouard i Cia. havia demanat permís d'obres a l'ajuntament. Era un edifici funcional amb vestíbul, sala d'espera, despatx, sala de revelar i sala de retratar amb un lavabo i un tocador, peça fonamental en els estudis de categoria. El 4 de desembre de 1894 amplien l'espai amb un cobert segons projecte de l'arquitecte Isidre Gili i Moncunill.
Els retratistes de l'època es comencen a instal·lar a la zona de passeig de Gràcia. És el cas d'Antoni Esplugas que va desplaçar el seu taller des de la plaça del Teatre al passeig de Gràcia 25, a sobre del cafè Alhambra, el 1893.
El 6 de juliol de 1905, Pau Audouard inaugura el seu nou estudi a la planta baixa de la casa Lleó Morera. Deixa l'estudi del carrer Corts, que és enderrocat aquell mateix any. Audouard, artista de referència entre la burgesia, va escollir un dels locals de moda i el va decorar a tot luxe. La decoració va anar a càrrec del mateix arquitecte de la Lleó Morera, Lluís Domènech i Montaner, qui va incorporar als millors artesans: Adrià Gual, qui va fer l'entrada, el «projecte dels aparadors» i «dos tapissos de brillants colors i gran efecte ornamental»; l'escultor Alfons Juyol, l'ebenista Joan Busquets i Jané (1874-1949), «el lampista» Riera; la pintura decorativa de Vilaró; Antoni Rigalt i Blanch (1850-1914) i Buxeres y Codorniu varen fer els vitralls, i Gaspar Homar (1870-1953) va fer els treballs de marqueteria. A més dels aspectes estètics, la nova galeria comptava amb la novetat tecnològica de la il·luminació artificial, cosa que permetia ubicar-la en una planta baixa —per a més comoditat dels clients— i no al terrat com acostumaven a estar els estudis per aprofitar la llum natural. Per tot plegat, Audouard va rebre aquell any un accèssit del concurs anual d'edificis artístics, en l'apartat de comerços.
El 1915, per raons desconegudes, deixa l'estudi per passar a ser el director artístic de la galeria fotogràfica dels magatzems El Siglo, on el seu treball estarà marcat per un fort convencionalisme.

## El fotògraf
Audouard viu una època de canvis, de grans avenços tecnològics: l'automòbil, l'electricitat, el telèfon; i de canvis urbanístics. Audouard ho viu i ho incorpora quan al seu estudi de la Lleó Morera fa servir per primer cop la llum artificial. Els artistes modernistes, emulant els avenços europeus, impulsaven el canvi que permetés abandonar la inèrcia que la restauració i la crisi de Cuba suposaven a la societat espanyola de finals del segle xix. Audouard és un d'aquests artistes apassionat del seu art que lluita per fer-se un espai econòmic i social mentre intenta educar una burgesia provinciana.
Per a Audouard, el retrat fou el seu modus vivendi, i venia obligat a seguir els cànons establerts. Cal tenir present la component narcisista dels retratats i l'interès d'aquests a sortir bé, per sobre de tenir un reflex de la seva personalitat. Així, el marge de llibertat del fotògraf era mínim. El mateix fotògraf transmet la seva opinió mitjançant un artícle a la revista Graphos ilustrado:
| «                                                                                | Mi profesión es sumamente personal y monótona al mismo tiempo. Empieza el día con el retrato de la rubicunda doña Josefa; luego el niño de teta en camiseta; la niña de primera comunión; el clásico grupo de familia, el papá, la mamá y los cuatro chiquillos, el más pequeño de dos meses. Luego la pareja de novios, y así sucesivamente transcurre el día, y al siguiente otra tanda de trabajos por el estilo. A todo esto haga usted obras de arte y enseñe pruebas de todos cuantos clichés obtenga. En cambio el amateur elige sus modelos, trabaja cuando se siente artista, hace sus clichés cuando y donde quiere. Enseña sólo los buenos y rompe los malos. Nada, que a mí me gustaría más, mucho más, ser aficionado. | » |
| — Pau Audouard, La profesión de fotógrafo. Madrid: Graphos Ilustrado, juny 1906. | |   |

.

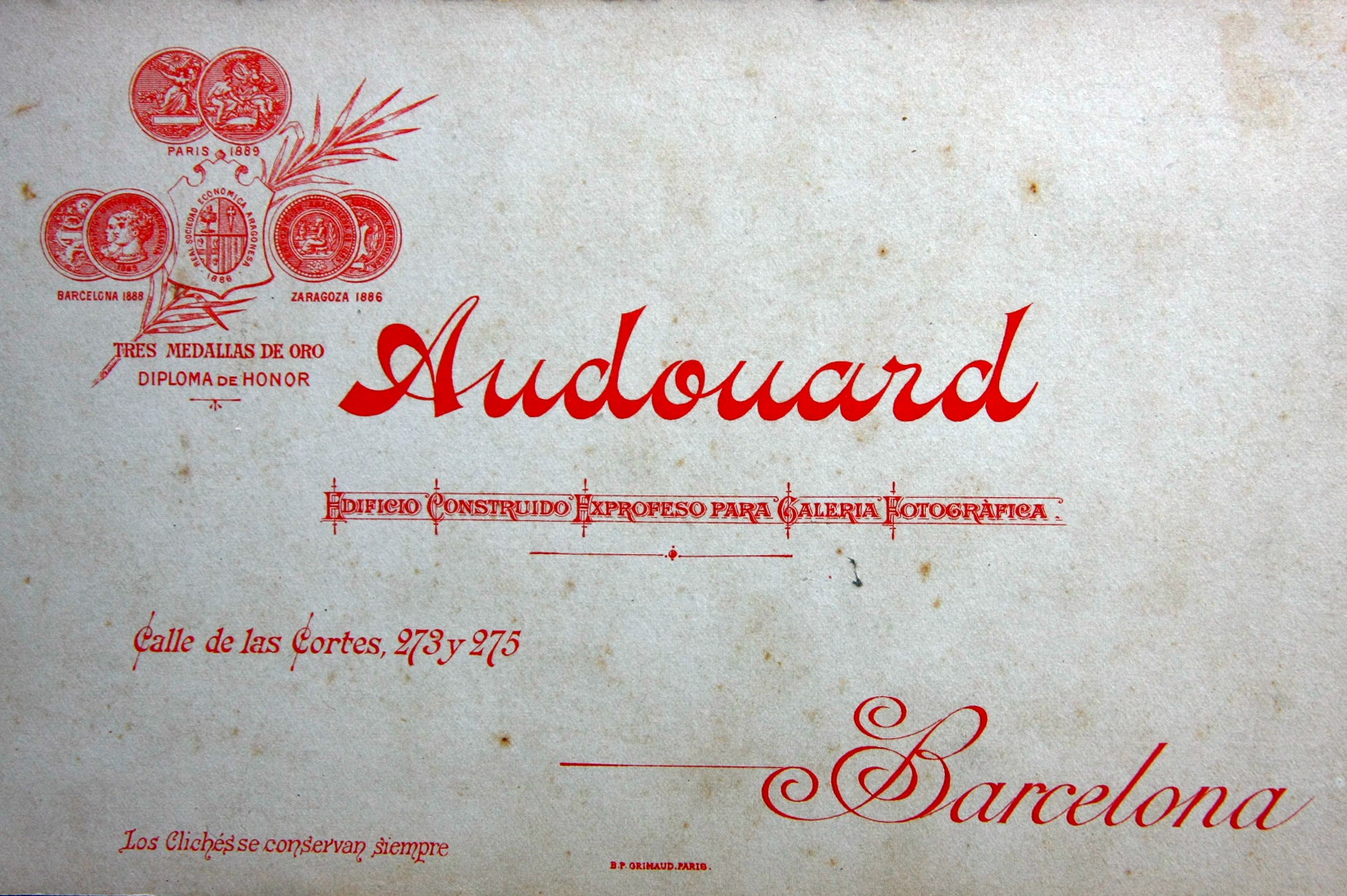
Revers d'una fotografia de Audouard de quan tenia la galeria al c/ Corts. Destaca els premis rebuts i l'èmfasi en el fet que "es conserven tots els clixés".
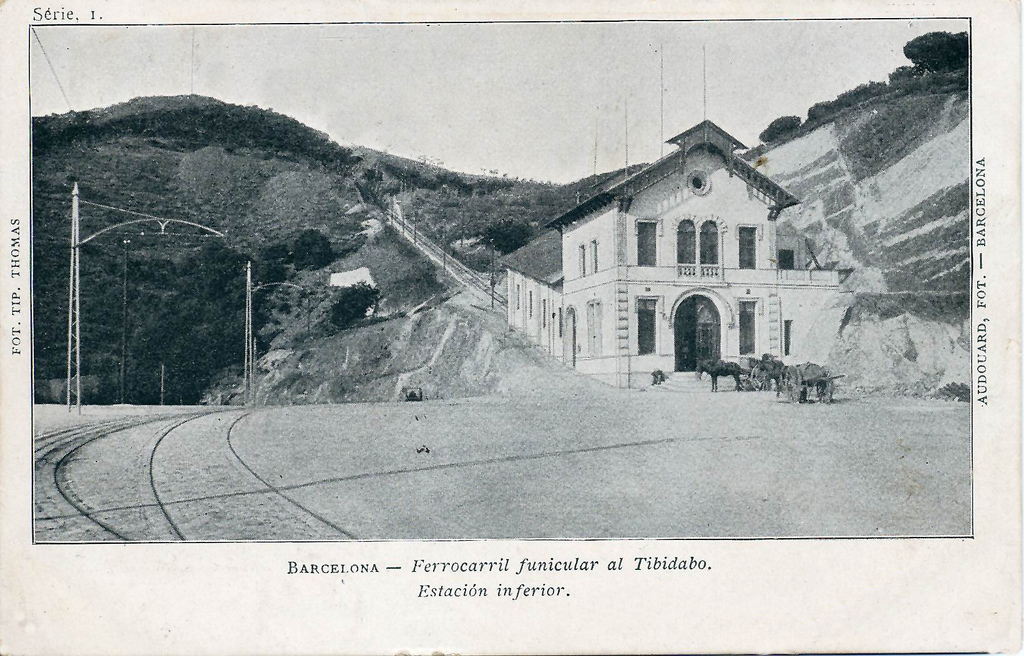
Imatges d'infraestructures. Postal del funicular del Tibidabo de 1902.
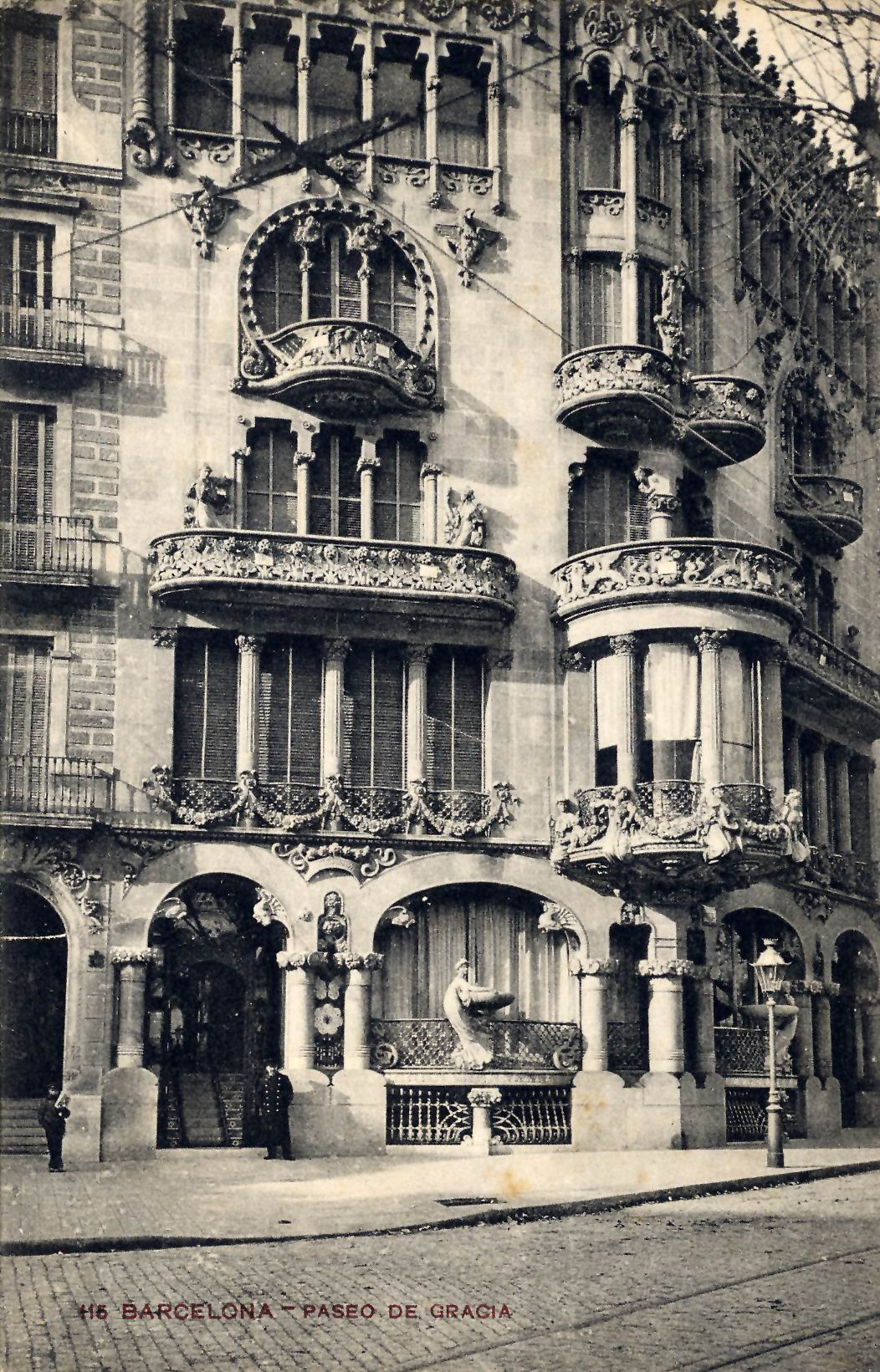
La casa Lleó Morera al 1903, just abans d'instal·lar-s'hi Audouard.
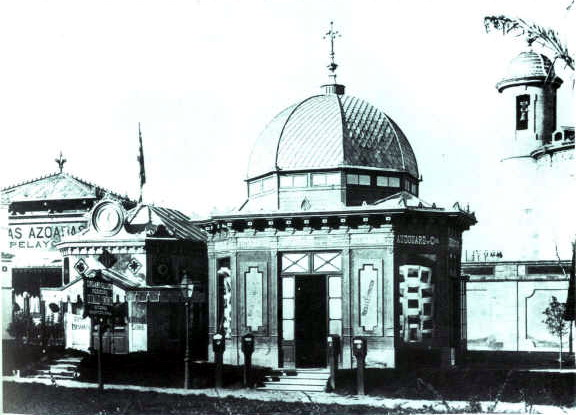
Pavelló d'Audouard, "fotògraf oficial" a l'exposició de 1888.
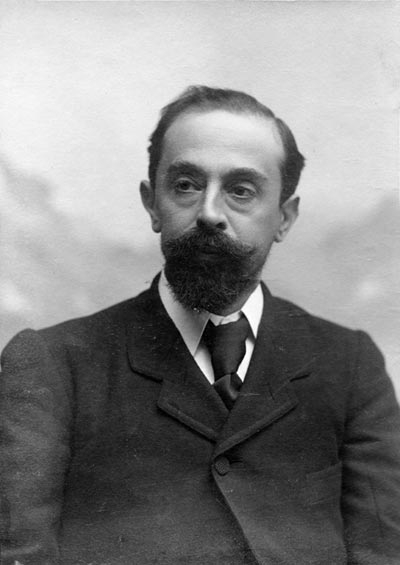
Joan Maragall fotografiat per Pau Audouard el 1903.
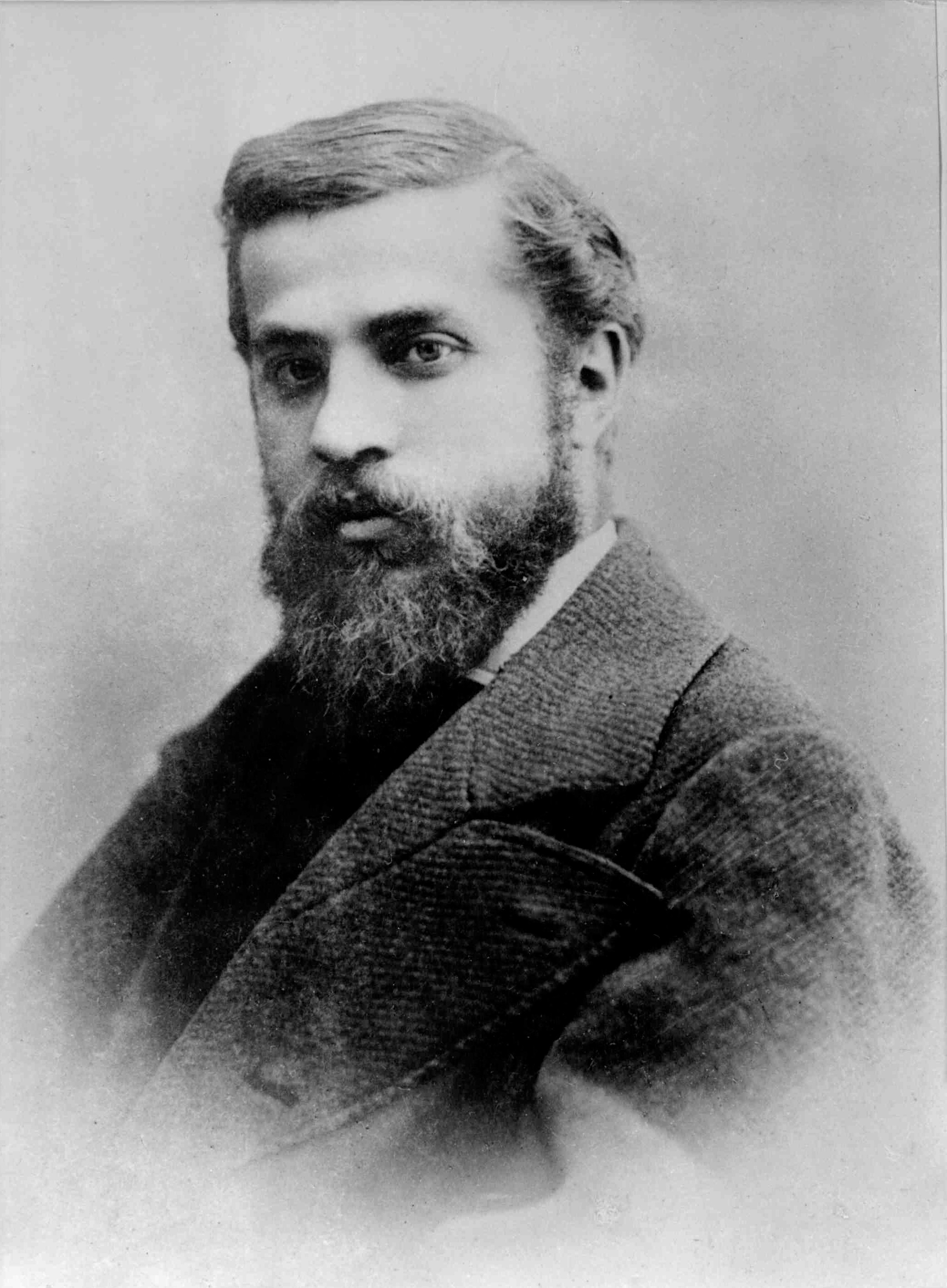
Antoni Gaudí en llicenciar-se en arquitectura. Març 1878.
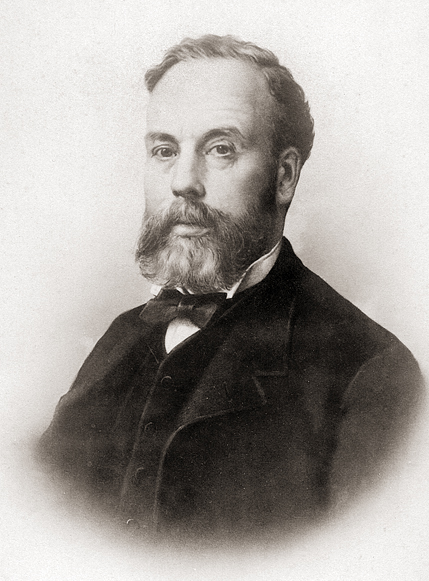
Francesc Brosa i Casanovas, 1890.
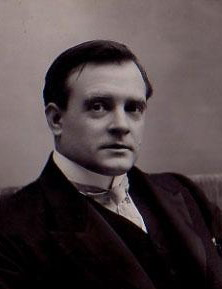
Enric Borràs i Oriol fotografiat cap al 1900.
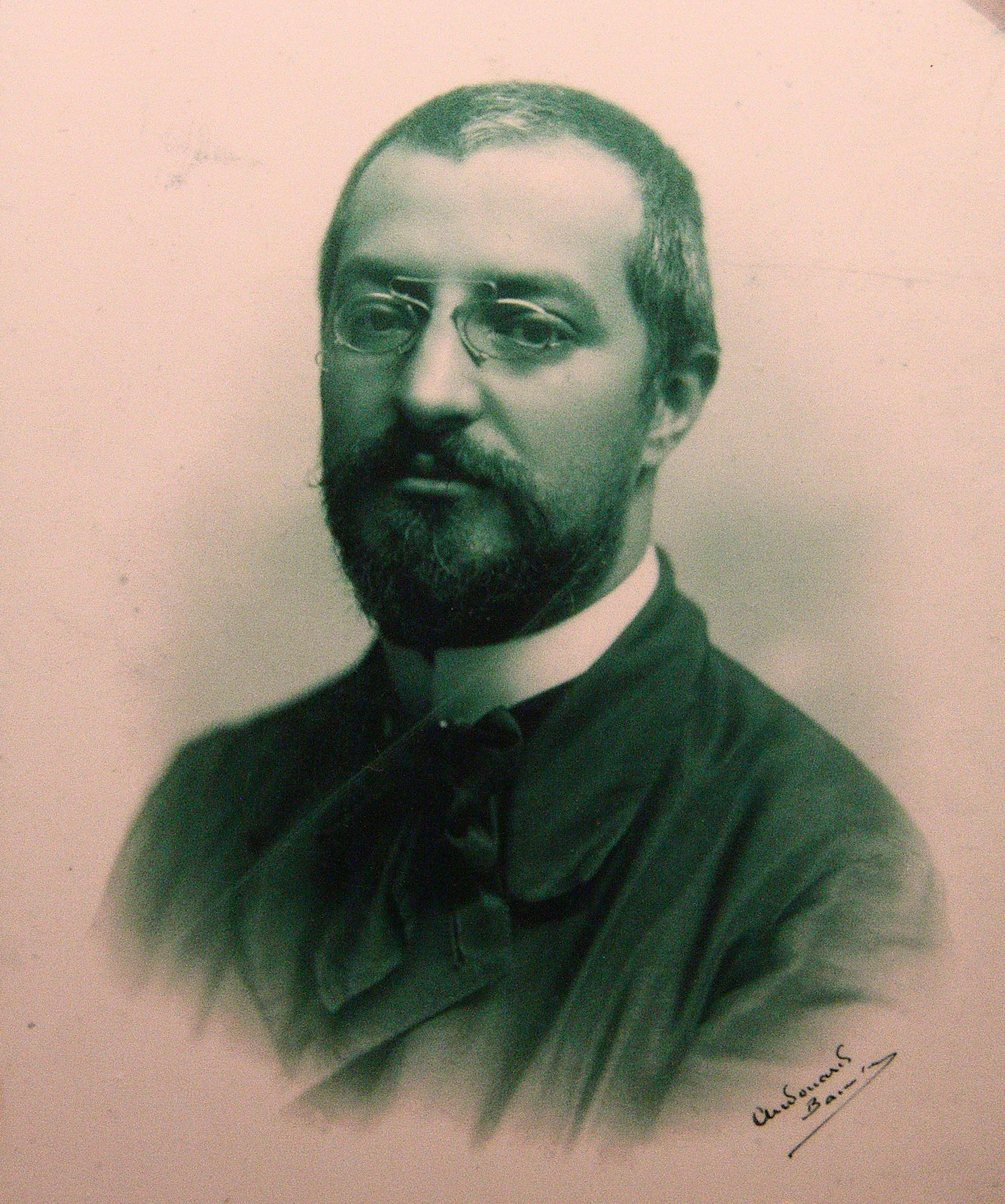
Foto de Josep Puig i Cadafalch signada pel fotògraf (cap al 1900).

## Fotografia de teatre
Audouard mantenia una bona relació amb el dramaturg i empresari teatral Adrià Gual.
Fruit d'aquesta relació, Audouard va participar com a «comparsa» el 10 de març de 1903 a la representació d'Èdip rei de Sòfocles, que Gual va dirigir al teatre Novedades. En aquesta obra varen participar més de cent afeccionats amics de Gual i només un professional, Enric Gimenez i Lloberas. També hi eren Eugeni d'Ors, l'humorista Ramón Raventós, el poeta Xavier Viura i Rius, l'ebenista Lluís Reig i Bonet i Lluís Puiggarí i Pastor que més tard esdevindria actor, però que aleshores era passant de notari.
Involucrat amb l'ambient artístic, el 1908 Audouard va ser el fotògraf oficial de la Nova Empresa de Teatre Català creada per Gual. Els artistes eren fotografiats a l'estudi de la Lleó Morera, creant una ambientació no sempre adient amb l'obra i un xic artificial i freda. A partir de la temporada 1910, Gual deixa la direcció de la companyia i Pau Audouard perd l'exclusiva i només podia fotografiar els artistes de les obres de Gual i, a més, havent-se de desplaçar ell al teatre. Audouard no intenta reflectir l'escenificació teatral ni les qualitats de l'artista, sinó els valors fonamentals que representa el personatge com la feminitat, l'amor etern, la fidelitat, etc.
A vegades, aquestes fotografies eren estàtiques i distants, imatges del món del teatre, actors i actrius, principalment catalans de principis de segle xx.

## Fons Personal
Actualment, gran part del seu treball es conserva al Centre de Documentació i Museu de les Arts Escèniques. En total, conserva 160 fotografies de Audouard i Deglaire. Es poden trobar a l'Escena Digital del MAE.